# Risiocnemis melanops
Risiocnemis melanops är en trollsländeart som beskrevs av Hämäläinen 1991. Risiocnemis melanops ingår i släktet Risiocnemis och familjen flodflicksländor. Inga underarter finns listade i Catalogue of Life.